# Hundtjärnåsens naturreservat
Hundtjärnåsens naturreservat är ett naturreservat i Bräcke kommun i Jämtlands län.
Området är naturskyddat sedan 2020 och är 58 hektar stort. Reservatet består av gran och tall och en bäck som rinner från Hundtjärnen. 